# Extreme Measures - Soluzioni estreme
Extreme Measures - Soluzioni estreme (Extreme Measures) è un film del 1996 tratto dal romanzo  omonimo di Michael Palmer, pubblicato nel 1991, e diretto da Michael Apted.

## Trama
Manhattan, al pronto soccorso del Gramercy Hospital lavora Guy Luthan, un giovane dottore trasferitosi dall'Inghilterra. Una sera giunge in ospedale un paziente con gravi sintomi, apparentemente inspiegabili. Guy si attiva per salvarlo ma questi muore dopo aver detto il suo nome e pronunciato la parola "Triphase".
Le cause del decesso sembrano sconosciute ed altri fatti insospettiscono Guy, il quale, dopo essersi recato all'istituto di medicina legale per controllare i risultati dell'autopsia, riceve la notizia che il cadavere non è mai giunto all'obitorio, scoprendo inoltre che lo stesso paziente, insieme ad un altro cui prima di morire ha fatto il nome, erano stati in precedenza ricoverati presso lo stesso ospedale e sottoposti ad analisi del sangue, senza apparente motivazione e che i loro file sono stati cancellati.
Dopo un incontro con il dottor Lawrence Myrick, un famoso neurologo al quale Guy ha chiesto un parere sui sintomi del paziente deceduto, questi lo fa pedinare da un agente dell'FBI e da un detective della polizia di New York, fino a quando non viene arrestato con l'accusa di possesso di cocaina e, in attesa di processo, espulso dall'ospedale.
Guy, con l'aiuto di un barbone che frequentemente si recava all'ospedale, si reca nei sotterranei della metropolitana, riuscendo sia a trovare l'uomo indicatogli dal paziente deceduto che a scoprire che molti di coloro che vivono sotto terra sono stati rapiti e sono scomparsi nel nulla. I due agenti, che lo hanno seguito, tentano di ucciderlo ma Guy, pur ferito, riesce a salvarsi, trovando rifugio nella casa di Jodie Trammel, un'infermiera del Gramercy sua amica, prendendo coscienza che anche lei è coinvolta nelle sparizioni.
Dopo essere stato colpito alla testa dal fratello, un giovane che vive su di una sedia a rotelle, Guy, apparentemente paralizzato, riceve la visita del dottor Myrick, il quale gli chiede fin dove si spingerebbe se esistesse la possibilità di camminare di nuovo; Jodie tuttavia, presa dai rimorsi, lo aiuta a fuggire e, prima dell'intervento di un poliziotto (collega di un altro salvato da Guy dopo essere stato colpito da un colpo di arma da fuoco) che riuscirà a salvarlo, viene informato del motivo di tutte quelle morti, facendo emergere una sperimentazione sugli esseri umani che il giovane medico rifiuterà di accettare.